# Gián Khẩu

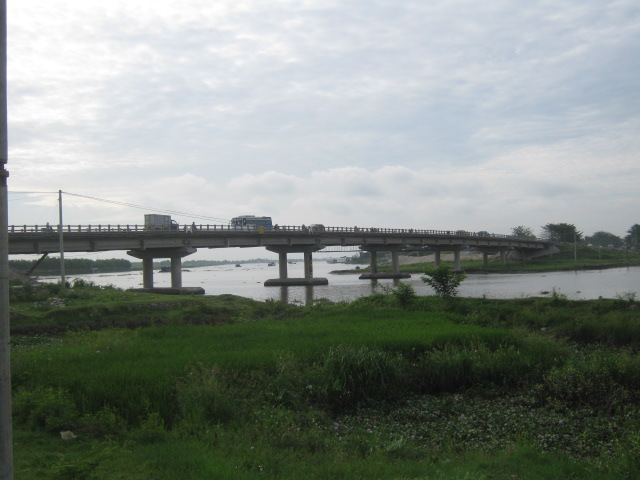
Cầu Gián Khẩu

Gián Khẩu (hay Gián Khuất) là tên một địa danh thuộc huyện Gia Viễn tỉnh Ninh Bình. Gián Khẩu không phải là một đơn vị hành chính nhưng do nằm ở vị trí hội tụ giao thông giữa Quốc lộ 1 và tỉnh lộ 470 đồng thời là vị trí sông Hoàng Long đổ vào sông Đáy nên được nhắc đến khá nhiều. Tại đây có đồn Gián Khẩu, cầu Gián Khẩu, cảng sông Gián Khẩu, ngã ba Gián Khẩu, trạm thủy văn Gián Khẩu, bưu điện Gián Khẩu và khu công nghiệp Gián Khẩu

## Đồn Gián Khẩu
Đồn Gián Khẩu cùng với phòng tuyến Tam Điệp và núi chùa Bái Đính là những di tích lịch sử ghi dấu cuộc chiến thần tốc của nghĩa quân Tây Sơn do vua Quang Trung lãnh đạo để giải phóng Thăng Long. Đây là tiền đồn cửa ngõ phía nam để bảo vệ kinh đô của triều đình Thăng Long. Ngày 20 tháng 12 năm Mậu Thân (15 tháng 1 năm 1789), đại quân của Quang Trung hành quân ra Bắc dừng tại cứ điểm phòng tuyến Tam Điệp thuộc thành phố Tam Điệp. Sau khi xem xét tình hình, Quang Trung hẹn ba quân ngày mồng 7 Tết sẽ quét sạch quân Thanh, vào ăn Tết ở Thăng Long. Đêm 30 tháng Chạp âm lịch, quân Tây Sơn tấn công đánh diệt đồn Gián Khẩu do tướng Hoàng Phùng Tứ của Vua Lê Chiêu Thống trấn giữ. Sau đó Quang Trung đánh diệt các đồn Nguyệt Quyết, Nhật Tảo, dụ hàng được đồn Hà Hồi.
Di tích đồn Gián Khẩu hiện nay gồm 3 đồn, trong đó đồn trong và đồn ngoài thuộc làng Gián Khẩu xã Gia Tân, Gia Viễn; di tích đồn trên thuộc làng Vũ Đại, xã Gia Xuân, Gia Viễn.

## Cầu Gián Khẩu
Cầu Gián Khẩu là cây cầu nằm trên Quốc lộ 1 xuyên Việt. Là cây cầu nằm ở cửa sông Hoàng Long, nơi con sông này đổ vào sông Đáy. Cầu nằm giữa địa bàn 2 huyện Gia Viễn và Hoa Lư của tỉnh Ninh Bình.
Ngày 30/1/2012, Cầu Gián Khẩu mới Lưu trữ ngày 3 tháng 2 năm 2012 tại Wayback Machine được xây dựng tại km 255+185 trên tuyến Quốc lộ 1 vượt qua sông Hoàng Long. Đây là một trong 11 công trình trọng điểm của Bộ Giao thông Vận tải được phát động thi công đầu năm. Cầu có tổng chiều dài 522,82m; bề rộng 12m do Tổng Công ty Xây dựng công trình giao thông 4; Công ty TNHH một thành viên xây dựng cầu 75; Doanh nghiệp Xây dựng Xuân Trường và Công ty Cổ phần Xây dựng 16 Thăng Long thi công trong thời gian 10 tháng.

## Ngã ba Gián Khẩu
Ngã ba gián khẩu nằm gần cầu Gián Khẩu, được tạo bởi con đường nối giữa quốc lộ 12B với Quốc lộ 1. Đây cũng là tuyến đường nối thành phố Ninh Bình tới các trung tâm huyện lỵ Gia Viễn, Nho Quan và đường Hồ Chí Minh.
Cách ngã ba đường bộ này 1 km là ngã ba sông Hoàng Long đổ vào sông Đáy cũng được gọi là ngã ba Gián Khẩu.

## Khu công nghiệp Gián Khẩu
Khu công nghiệp Gián Khẩu là khu công nghiệp nằm ở ven Quốc lộ 1, thuộc địa bàn huyện Gia Viễn tỉnh Ninh Bình. Trong phạm vi quy hoạch, khu công nghiệp này có diện tích 95 ha, nằm tại xã Gia Trấn và Gia Xuân, cách thành phố Ninh Bình 10 km, là điểm nút giao thông đi Hà Nội, các tỉnh đồng bằng và vùng Tây Bắc, cơ sở hạ tầng tốt, địa hình bằng phẳng. Tại khu công nghiệp này chủ yếu bố trí các cơ sở sản xuất công nghiệp vật liệu cao cấp; Sản xuất hàng tiêu dùng, may mặc và Dịch vụ thương mại, du lịch.